# Acosta (kanton)
Acosta, kanton broj 12 u kostarikanskoj provinciji San José, 342.24 km², utemeljen 1910. Ima 22.000 st. (1999). Glavni grad San Ignacio udaljen je 29 km od San Joséa. Površina: 342.24 km². 
Prvi puta naseljava se 1874. i 1875. godine migrantima iz područja kantona Desamparados, Aserrí, Alajuelita i San Francisco de Dos Ríos. Ime je dobio po guverneru Tomásu Acosti.
Acosta je poznata po proizvodnji makadamije od koje se proizvode ulja, a uzgajaju se i citrusi, kukuruz, kava, grah i itabos.

## Distrikti
Sastoji se od 5 distrikata: 
- Distrikt 1:  San Ignacio (grad)
- Distrikt 2:  Guatil
- Distrikt 3:  Palmichal
- Distrikt 4:  Cangrejal
- Distrikt 5:  Sabanillas

Cangrejal. Gl. grad: Cangrejal; Sela: Ceiba Baja, Ceiba Este, Escuadra, La Cruz, Lindavista, Llano Bonito, Mesa, Naranjal, Perpetuo Socorro, Tejar, Tiquires.
Guaitil. Gl. grad: Guaitil. Sela: Alto Sierra, Alto Vigía, Bajo Arias, Bajo Bermúdez, Bajo Calvo, Bajo Cárdenas, Bajo Moras, Coyolar, Hondonada, La Cruz, Lagunillas (parte), Ococoa, Toledo.
Palmichal. Gl. grad: Palmichal; Sela: Bajos de Jorco, Bolívar, Cañadas, Caragral, Charcalillo, Chirraca (parte), Fila, Jaular, Lagunillas (parte), Playa, Sevilla.
Sabanillas. Gl. grad: Sabanillas; Sela: Alto Parritón, Bajo Palma, Bajo Pérez, Bijagual, Breñón, Caspirola, Colorado, Limas, Parritón, Plomo, Sabanas, San Jerónimo, Soledad, Teruel, Tiquiritos, Uruca, Zoncuano.
San Ignacio: gl Grad: San Ignacio; četvrti: Abarca, Corral, Ortiga, Pozos, San Luis, Turrujal, Vereda; Sela: Aguablanca, Alto Escalera, Chirraca (parte), Esperanza, Potrerillos, Resbalón, Tablazo.